# 兵庫県立いえしま自然体験センター
兵庫県立 いえしま自然体験センター（ひょうごけんりつ いえしましぜんたいけんセンター）は瀬戸内海に浮かぶ家島諸島・西島（兵庫県姫路市）の南東部にある自然体験施設。

## 概要
1982年に兵庫県立 母と子の島（ひょうごけんりつ ははとこのしま）の名称で開設。2007年4月にはリニューアルおよび環境学習センターが新設されて、同時に現在の名称に変更された。
家族や友人と共に瀬戸内海国立公園の豊かな自然を体験することで交流を深めることができるようマリンスポーツ、トレッキング、キャンプ等アウトドアスポーツの施設および宿泊施設、各種プログラムが用意されている。兵庫県青少年本部が運営する。

## 施設
- シンボルゾーン(中央地区)
  - 種類 - キャンプ、海水浴、海釣り、マリンスポーツ
  - 施設 - 環境学習センター砂浜海岸、ロッジ、芝生広場、管理棟、食事棟、桟橋、カヌー、カヤック、ヨット、キャンプファイヤー、天体観測
- アクティブゾーン(野外活動地区)
  - 種類 - キャンプ、魚釣り、ハイキング
  - 施設 - 岩礁海岸、テント場、野外炊事場、管理棟、キャンプファイヤー
- クリエイティブゾーン(創作活動地区)
  - 種類 - 環境学習ゾーン
  - 施設 - 海辺の研究室、(テントエリア)、畑

## 所在地
〒672-0100 兵庫県姫路市家島町西島

## 交通アクセス
- 姫路港から坊勢輝汽船で坊勢島へ渡航し、輝観光の船に乗り換えて西島の港に到着。1日6往復で片道約50分。チャーター船も利用できる[1]。
- 西島の港からの道
  - 港から山に向かう道を進む。頂上まで登ると，バイオトイレがある。そこを左に行くとアクティブゾーン、右に行くとクリエイティブゾーン・シンボルゾーンに行くことが出来る。クリエイティブゾーン・シンボルゾーンに向かう道を行くと、分かれ道があり、右に行くとクリエイティブゾーンに向かい、左に行くとシンボルゾーンがある。